# Cuphea apurensis
Cuphea apurensis är en fackelblomsväxtart som beskrevs av A. Lourteig. Cuphea apurensis ingår i släktet blossblommor, och familjen fackelblomsväxter. Inga underarter finns listade i Catalogue of Life.